# Aconcagua
De Aconcagua, gelegen in de Andes, in Argentinië, is met zijn 6.961 meter de hoogste berg van het Amerikaanse continent en de hoogste berg ter wereld buiten Azië. Tegelijkertijd is het na de Mount Everest de berg met de breedste dominantie (16.536 kilometer) en de grootste prominentie.
De berg is gelegen in de provincie Mendoza en zijn natuurlijke grens wordt gemarkeerd door de Valle de las Vacas in het noorden en oosten en de Kleine Valle de los Horcones in het westen en zuiden. De berg en zijn omgeving maken deel uit van het provinciale Aconcaguapark. De berg heeft een aantal gletsjers, waarvan de belangrijkste de noordoostelijke of Poolse gletsjer en de oostelijke of Engelse gletsjer zijn.
De berg is ontstaan door subductie van de Nazcaplaat onder de Zuid-Amerikaanse plaat, gedurende de geologisch recente Andes-orogenese. De herkomst van de naam wordt betwist. Hij komt of van het Arauca Aconca-Hue of van het Quechua Ackon Cahuak.

## Beklimmingen
Voor bergbeklimmers is de Aconcagua een gemakkelijke berg om te beklimmen, wanneer hij vanuit het noorden wordt benaderd via de normale route. Op deze route is geen echt klimmen nodig, maar de effecten van de grote hoogte zijn zwaar. De luchtdruk is op de top 40% van het zeeniveau. Het record voor de normale, noordelijke route is 5 uur en 45 minuten, behaald in 1991. De routes naar de piek via de zuidelijke en zuidwestelijke bergkammen zijn zwaarder en de zuidelijke klim wordt als zeer zwaar beschouwd.
De eerst bekende beklimming was in 1897 door een expeditie onder leiding van de Brit Edward Fitzgerald. De top werd voor het eerst bereikt door de Zwitser Matthias Zurbriggen op 14 januari en een paar dagen later door twee andere expeditieleden. Deze beklimmingen werden ondernomen vanuit Puenta del Inca in het zuiden op een hoogte van 2.924 m. Op deze route werden later schuilhutten gebouwd tot op 6.400 m.
De zuidelijke kam die meer moeilijkheden oplevert werd voor het eerst beklommen in 1953 en de zuidzijde pas in 1954. Aan de voet van de zuidzijde ligt op 4.150 m hoogte de Uspallatapas waar een tunnel van de Trans-Andes spoorweg doorheen loopt, alsook de weg van Buenos Aires naar Santiago in Chili.

## Overig gebruik van de naam Aconcagua
De Aconcagua is ook de naam van een rivier die door centraal Chili loopt en uitmondt bij Concón in de Grote Oceaan. De vallei waar de rivier doorheen loopt, wordt de Aconcaguavallei genoemd.
Aconcagua is ook een provincie van Chili, gelegen ten noorden van Santiago in het overgangsgebied tussen de woestijn en de Matorral met zijn oorspronkelijke struikvegetatie. De hoofdstad is San Felipe. Het is een gebied met bevloeiingslandbouw (graan, fruit en wijn) en veeteelt.
Aconcagua is ook de bijnaam van Astor Piazzolla's concerto voor bandoneon en orkest, geschreven in 1979. Deze naam werd gegeven door de uitgever Aldo Pagani omdat "Dit de piek is van Astor Piazzolla's oeuvre..."